# Víctor Casas
Víctor Casas Rey (La Coruña, 31 de julio de 1900 - Poyo, 12 de noviembre de 1936) fue un articulista y político español que desarrolló su actividad en Galicia.
En 1916 ingresó en la Irmandade da Fala de La Coruña. Tras abandonar su trabajo como viajante vendedor de calzado, en 1918 participó en la I Asamblea Nacionalista de Lugo, de la que salió el «Manifiesto Nacionalista», que constituiría la base común de todos los programas del nacionalismo gallego hasta la Guerra Civil, y combatió la dictadura de Primo de Rivera. Junto a Federico Zamora recorrió la región para llevar el mensaje del nacionalismo gallego.
Activo colaborador de las Irmandades da Fala, y director de A Nosa Terra desde 1922, fue uno de los impulsores de la Organización Republicana Galega Autónoma (ORGA), participando en las reuniones constituyentes del partido durante septiembre de 1929. Aceptó el Pacto de Lestrove (26 de marzo de 1930), pero no el Compromiso de Barrantes (25 de septiembre de 1930) organizado por el Partido Autonomista Galego, y firmado por Risco, Otero, Castelao, Cuevillas, Paz Andrade y Portela Valladares.
Sin embargo, desencantado de la ORGA, más preocupada por la consolidación de la República que por el galleguismo, participó, en 1931 en la fundación del Partido Galeguista, del que fue presidente en la provincia de Pontevedra y de La Coruña. Partidario de la alianza en el Frente Popular, tras el golpe de Estado que dio lugar a la Guerra Civil, fue detenido, condenado por un Consejo de Guerra y fusilado por las tropas franquistas en el monte de A Careira, en Poyo, a cuatro kilómetros de Pontevedra, junto a otros nueve republicanos.